# ما تخبئه لنا النجوم (موسيقى تصويرية)
ما تخبئه لنا النجوم (موسيقى من الفيلم) (بالإنجليزية: (The Fault in Our Stars (Music from the Motion Picture)‏ هي ألبوم الموسيقى التصويرية الخاص بفيلم الخطأ في أقدارنا (2008). القائمة الكاملة بأغاني الألبوم صدرت في 13 أبريل 2014، وتم ترتيبها بوساطة مايك موجيس و‌نايت والكوت من فرقة برايت آيز. ألبوم الموسيقى التصويرية صدر في 19 مايو 2014 في الولايات المتحدة بواسطة تسجيلات أتلانتيك. بينما صدر في 23 يونيو في المملكة المتحدة.
| الرقم | العنوان                      | المؤدي             | المدة |
| ----- | ---------------------------- | ------------------ | ----- |
| 1     | "All of the Stars"           | إد شيران           | 3:55  |
| 2     | "Simple as This"             | جيك بغ             | 3:17  |
| 3     | "Let Me In"                  | غروب لوف           | 3:59  |
| 4     | "Tee Shirt"                  | بيردي              | 2:39  |
| 5     | "All I Want"                 | كودلاين            | 5:06  |
| 6     | "Long Way Down"              | توم أوديل          | 2:30  |
| 7     | "Boom Clap"                  | شارلي إكس سي إكس   | 2:49  |
| 8     | "While I'm Alive"            | ستارفاكر           | 3:48  |
| 9     | "Oblivion"                   | إنديز              | 3:39  |
| 10    | "Strange Things Will Happen" | ذا راديو ديبارمينت | 4:26  |
| 11    | "Bomfalleralla"              | أفاسي وفيلثي       | 3:57  |
| 12    | "Without Words"              | راي لامونتاجن      | 4:18  |
| 13    | "Not About Angels"           | بيردي              | 3:09  |
| 14    | "No One Ever Loved"          | ليكي لي            | 4:05  |
| 15    | "Wait"                       | إم 83              | 5:44  |

المدة الإجمالية: 01:01:00

## أغاني إضافية
| الرقم | العنوان     | المؤدي                       | المدة |
| ----- | ----------- | ---------------------------- | ----- |
| 16    | "Best Shot" | بيردي بالأشتراك مع جيمس يانغ | 2:54  |

## موسيقى التريلر
| الرقم | العنوان              | المؤدي         | المدة |
| ----- | -------------------- | -------------- | ----- |
| 17    | "Sun"                | سليبنغ أت لاست | 4:39  |
| 18    | "We're On Our Way"   | راديكل فايس    | 4:08  |
| 19    | "What I Wouldn't Do" | سيرينا رايدر   | 3:40  |
| 20    | "What You Wanted"    | ون ريبوبليك    | 4:01  |